# Кастель-дель-Ово
Касте́ль-дель-О́во (итал. Castel dell’Ovo; собств. «замок яйца», «яичный замок») — средневековая крепость на острове в Тирренском море, соединённом узкой насыпью с Неаполем; предполагается, что именно здесь в VI в. до н. э. и был основан греческими колонистами этот город.

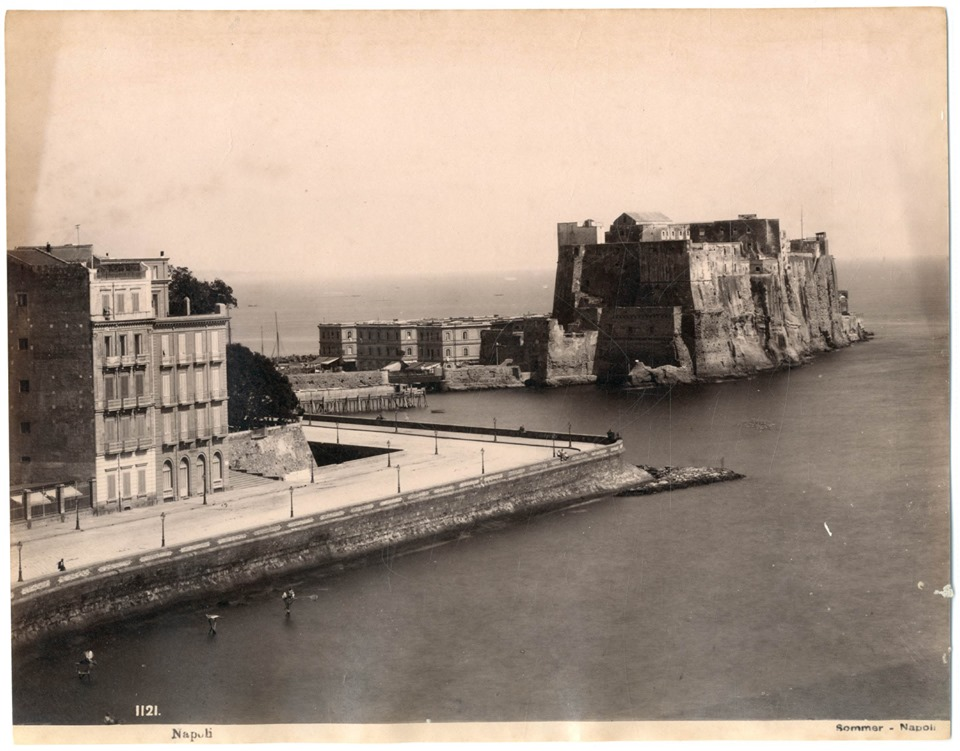
Вид на крепость в 1880-е гг.

В римскую эпоху полководец Лукулл первым прельстился местоположением острова и построил здесь свою виллу. При императоре Валентиниане III остров был укреплён на случай нападения, и сюда в 476 году был сослан из Равенны последний её император, Ромул Августул. Затем на протяжении нескольких столетий на острове жили одни монахи. В IX веке неаполитанцы были вынуждены снести укрепления, чтобы не допустить их захвата сарацинами.
Ныне существующий замок был выстроен Рожером Сицилийским в 1139 году для защиты города со стороны моря и получил название за свою необычную форму (по другой версии, из-за волшебного яйца, припрятанного под замком Вергилием). Рожер сделал замок своей резиденцией. При Карле I Анжуйском (1266–1285) королевский двор перебрался в Кастель-Нуово, а в старом замке остались казна короля и судебные учреждения.
В XV веке крепость была усилена на случай пушечного обстрела. Это оказалось весьма кстати, так как во время Итальянских войн Кастель-дель-Ово пришлось выдержать огонь французских орудий.
В 1820 году Кастель-дель-Ово стал местом заключения генерала Ричарда Чёрча.